# Gieorgij Stark
Gieorgij Karłowicz Stark, ros. Георгий Карлович Старк (ur. 8 października?/20 października 1878 w Petersburgu, zm. 2 marca 1950 w Sainte-Geneviève-des-Bois) – rosyjski wojskowy (kontradmirał), emigracyjny działacz kombatancki.

## Życiorys
W 1898 r. ukończył morski korpus kadetów. Służył w bazie morskiej w Kronsztadzie. Uczestniczył w wojnie rosyjsko-japońskiej w latach 1904–1905 jako oficer minowy na krążowniku „Aurora”; był ranny. W 1912 r. został awansowany do stopnia kapitana 2. rangi. Od grudnia 1912 r. dowodził niszczycielem „Silnyj” Floty Bałtyjskiej. Brał udział w I wojnie światowej jako dowódca niszczyciela „Strasznyj”. W 1916 r. w stopniu kapitana 1 rangi objął dowództwo niszczyciela „Donskoj kazak”. Następnie dowodził 5, a potem 12 dywizjonów trałowców. W 1917 r. został dowódcą dywizjonu minowego Floty Bałtyckiej; był ranny. 28 lipca tego roku awansował na kontradmirała. 3 kwietnia 1918 r. został zwolniony ze służby wojskowej. W sierpniu tego roku przyjechał do Kazania, gdzie wstąpił jako szeregowiec do Ludowej Armii Komucza. Wkrótce otrzymał od adm. Aleksandra W. Kołczaka zadanie utworzenia wołżańsko-kamskiej flotylli rzecznej. Po wycofaniu się z Wołgi działał na rzece Kamie i Białej. W grudniu 1918 r. objął dowództwo formowanej w Krasnojarsku brygady strzelców morskich. Od marca 1919 r. uczestniczył w walkach. Podczas odwrotu wojsk białych zachorował na tyfus. Uczestniczył w tzw. Wielkim Lodowym Marszu Syberyjskim przez zamarznięte Jezioro Bajkał (został przeniesiony na rękach). Na początku 1920 r. trafił do Harbinu, gdzie był leczony. 17 czerwca 1921 r. przybył do Władywostoka, tworząc morską flotyllę syberyjską. Od 10 sierpnia 1922 r. był jednocześnie zastępcą głównodowodzącego Kraju Primorskiego ds. morskich, a od września tego roku komendantem obszarów tyłowych. 23 października na 30 okrętach i statkach ewakuował wojska i uchodźców cywilnych z Przymorza przez Koreę do Szanghaju (cywile i kadeci) i na Filipiny (wojskowi). Od 1923 r. mieszkał w Manili. W 1931 r. przeniósł się do Szanghaju, gdzie działał w stowarzyszeniu oficerskim, a następnie do Paryża. Pracował tam początkowo jako kierowca taksówki. Podczas okupacji niemieckiej odmówił współpracy z hitlerowcami. Po zakończeniu wojny został członkiem Wszechzagranicznego Zrzeszenia Rosyjskich Oficerów Morskich, zaś w 1946 r. stanął na jego czele. 
W 1998 r. w Rosji w czasopiśmie „Cytedel'” zostały opublikowane jego wspomnienia pt. Moja żyzń.